# Maksymiljaniwka
Maksymiljaniwka (ukr. Максимільянівка) – wieś na Ukrainie, w obwodzie donieckim, w rejonie pokrowskim, w hromadzie Marjinka. W 2001 liczyła 2171 mieszkańców.